# Henri Simonin

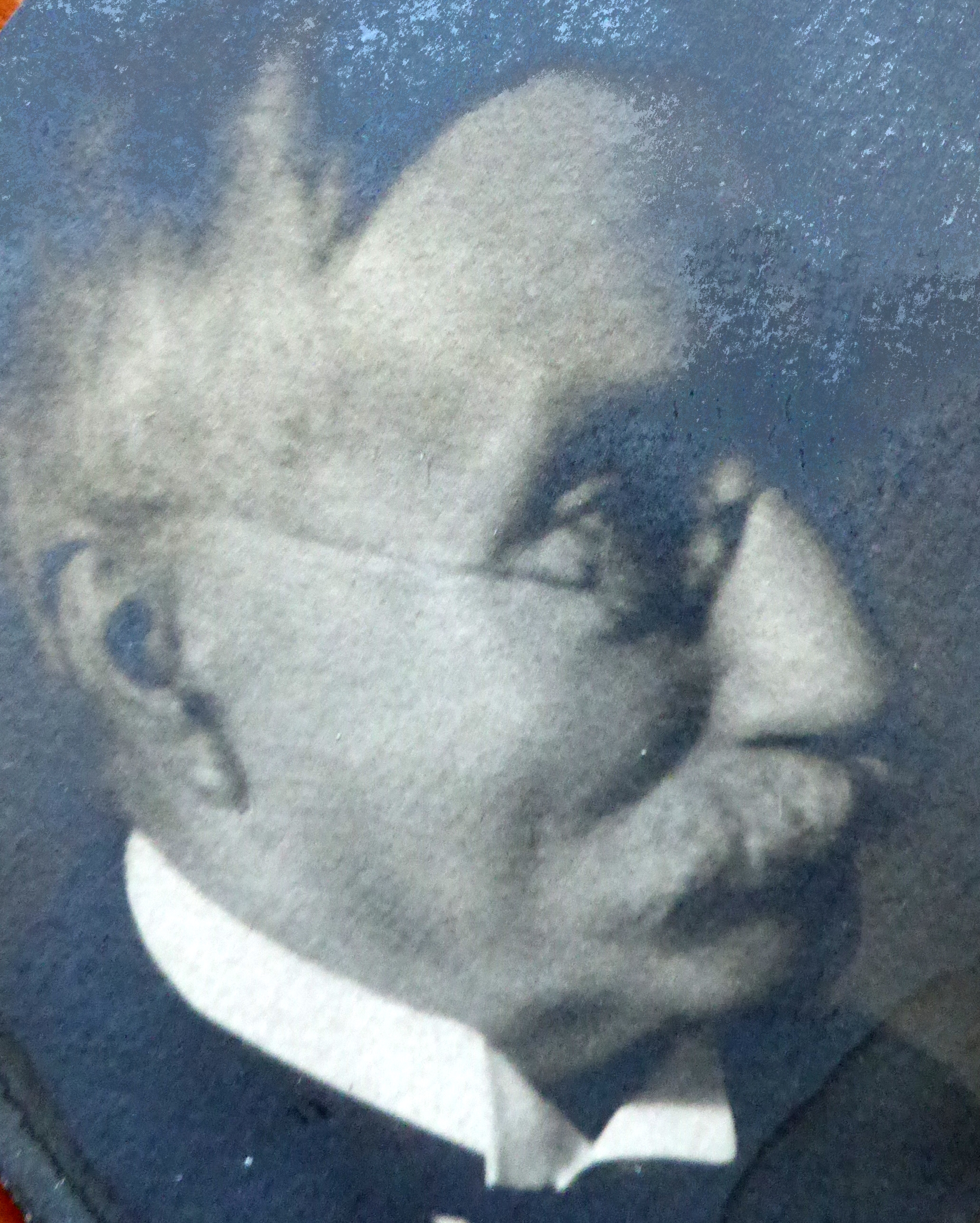
Henri Simonin

Henri Simonin (1855 - 1927), was een Zwitsers politicus.
Henri Simonin was afkomstig uit de Bernese Jura. Hij was lid van de Vrijzinnig Democratische Partij (FDP).
Henri Simonin was lid van de Regeringsraad van het kanton Bern. Van 1 juni 1908 tot 31 mei 1909 en van 1 juni 1918 tot 31 mei 1919 was hij voorzitter van de Regeringsraad van Bern.